# 32105 Plesko
32105 Plesko este o planetă minoră (asteroid), cu un diametru de 2,752 km, din centura de asteroizi. A fost descoperită pe 24 mai 2000 la Stația Anderson Mesa de Lowell Observatory Near-Earth-Object Search. 
Obiectul prezintă o orbită caracterizată de o semiaxă mare de 2,3962339 UAi, o excentricitate de 0,1, o înclinație de 5,46093 ° în raport cu ecliptica.